# Чигирик, Евмен Карпович
Евмен Карпович Чигирик вариант имени Евгений (1858 — ?) — крестьянин, депутат Государственной думы II созыва от Киевской губернии.

## Биография
По национальности украинец («малоросс»). Крестьянин из местечка Боровица Чигиринского уезда Киевской губернии. Выпускник церковно-приходской школы. Занимался земледелием. 
7 февраля 1907 избран во Государственную думу II созыва от общего состава выборщиков Киевского губернского избирательного собрания. В донесениях начальника Киевского губернского жандармского управления сказано, что Чигирик перед отъездом в Санкт-Петербург выступал на митингах в деревнях Чигиринского уезда, требуя амнистии для политзаключенных, изъятия земель у помещиков, передачи их крестьянам, развития народного образования и тому подобного. 
Входил в Трудовую группу и был близок к фракции Крестьянского союза. Вошёл в состав аграрной думской комиссии. Участвовал в прениях по аграрному вопросу. Покинул фракцию Трудовой группы, сделав заявление 25 мая 1907 года из-за перехода в Украинскую громаду.
Дальнейшая судьба и дата смерти неизвестны.

### Рекомендуемые источники
- Колесниченко Д. А. Состав Трудовой группы в I и II Государственных думах: Сводная таблица членов фракции. М., 1988. С. 116-117.
- Российский государственный исторический архив. Фонд 1278. Опись 1 (2-й созыв.). Дело 484; Дело 603. Лист 17 оборот.